# Eriogonum zapatoense
Eriogonum zapatoense là một loài thực vật có hoa trong họ Rau răm. Loài này được Moran mô tả khoa học đầu tiên năm 1969.